# Первый бой при Лянцкороне
Первый бой при Лянцкороне (Ландскроне) — одна из стычек во время войны российских войск с Барскими конфедератами. Отряд русских войск под командованием А. В. Суворова захватил городок Лянцкорону, опорный пункт конфедератов, лежащий к юго-западу от Кракова, кроме замка.

## Предыстория
С начала 1771 года войска конфедератов возглавил французский эмиссар — полковник Шарль Дюмурье, который прибыл с французскими офицерами и деньгами для закупки снаряжения и оружия. Зимой он собирал войска вокруг Кракова, на территории современного Малопольского воеводства. Но из десятка польских предводителей Дюмурье согласились подчиняться не все. Из-за этого в польском войске полностью отсутствовала дисциплина. Основной силой конфедератского войска была шляхетская конница, также в его составе была наёмная немецкая пехота, польское крестьянское ополчение, до 200 французских егерей и 30 французских офицеров, которые прибыли вместе с Дюмурье. Часть конфедератов укрылась на юге в горах и в районе Бельско-Бялы, другая часть, которая делилась на множество отрядов в несколько сотен человек, заняла многочисленные небольшие укрепления в населённых пунктах вокруг Кракова и от Бялы до реки Дунаец. Среди них : Скавины, Мыслиница, Бохня, Тынец, Величка, Лянцкорона и др. В укреплённых пунктах конфедераты делали магазины с различными военными припасами - снаряжением и оружием, которое закупалось в соседней Венгрии. Сам город Краков был занят небольшим русским гарнизоном в 1000 человек.
В начале февраля 1771 года Суворов получил сообщения от соседних русских военачальников о поступлении к полякам военных припасов и устройстве магазинов в укреплениях вокруг Кракова. Суворов в это время находился в Люблине, за защиту которого он отвечал. Его начальник — генерал Веймарн, приказал Суворову обеспечить поддержку русских войск в Кракове и произвести рейд на поляков в его окрестностях.

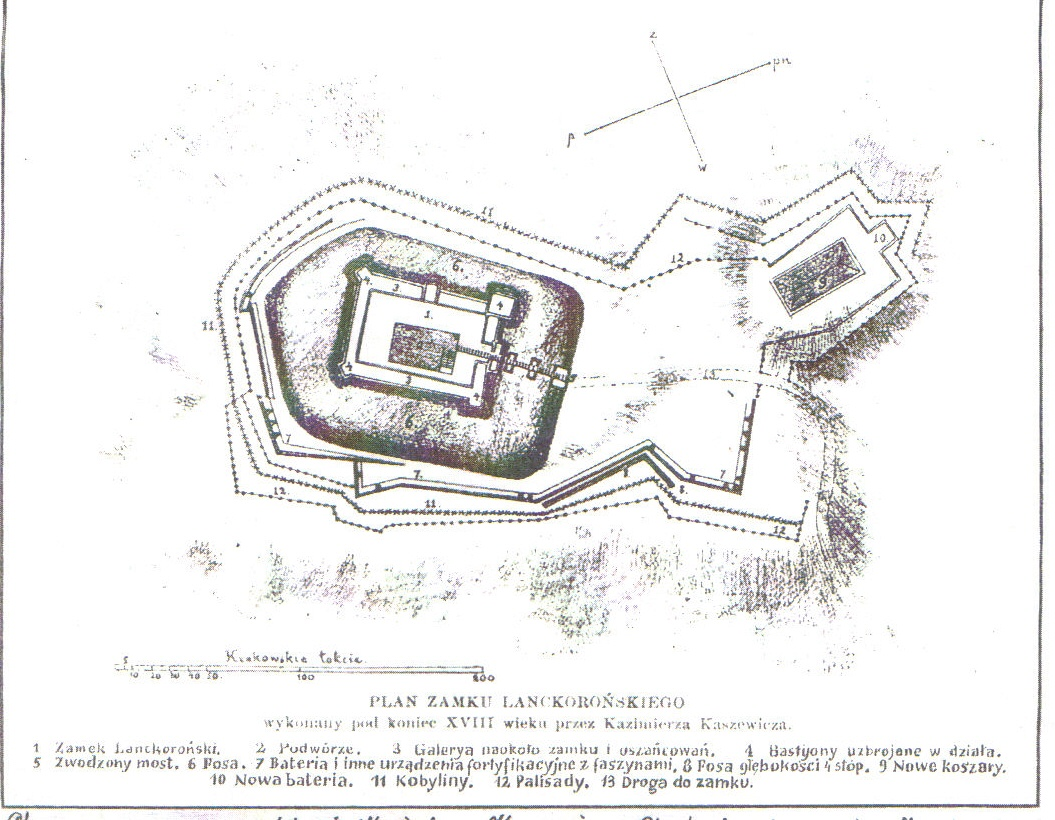
План замка и укреплений

13 февраля Суворов выступил из Люблина с отрядом из роты мушкетёр, полроты гренадер и егрской команды Суздальского пехотного полка и эскадрона Воронежских драгун. В районе Тарнува 19 февраля он разбил отряд конфедератов, захватив пленных, снаряжение и получил дополнительные сведения о наличии военных складов конфедератов в местечке Лянцкорона. К своему отряду Суворов присоединил ещё 100 мушкетеров и гренадер Казанского полка и 50 казаков, его силы составили около 500 человек.
Лянцкорона — небольшой городок к юго-западу от Кракова. По периметру города конфедераты возвели укрепления из рогаток и частокола с защитой из двух пушек, рядом находился Лянцкоронский замок перед, которым было два небольших редута с двумя орудиями и еще одно было в замке. В Лянцкороне и её окрестностях было около 400 конницы польской шляхты под командованием полковника Антония Шуца и Йозефа Миончинского и до 400 пехоты из наёмных немцев и польских ополченцев под командой подполковника Левена. Поскольку дороги были занесены снегом, конфедераты не ожидали атаки русских от Кракова.

## Ход боя
Суворов 20 февраля подошёл к Лянцкороне со своим отрядом и атаковал. Сперва Воронежские драгуны отбросили и рассеяли конфедератскую конницу перед городом, затем русская пехота разломала рогатки, успешно сбила польскую пехоту, захватив две пушки и ворвалась в местечко. Далее совместной атакой пехоты и драгун, Суворов выбил силы конфедераты из города, захватив склады с оружием и амуницией. Конница поляков бросилась вон из города, пехота с французскими офицерами в беспорядке бежала большей частью к предзамковым укреплениям, которые русская пехота также атаковала и взяла, выбив поляков из них и загнала их в замок. Конфедераты успели поднять разводной мост, не позволив на плечах отступающих ворваться в замок. Ружейным огнём из замка многие офицеры пехоты Суворова оказались ранены, легко ранен был и сам Суворов. Согласно польским источникам конфедераты предприняли контратаку из замка. Суворов вновь заставил конфедератов отступить в замок, артиллерия замка не была пристрелена и била сильно выше, что позволило Суворову успешно блокировать его, более не неся потерь. 
Спустя несколько часов к Лянцкороне подошли подкрепления из конницы Шуца и Миончинского, которые атаковали русских с намерением выбить из местечка и деблокировать осаждённых в замке. «Конфедератской Генерал Щуц атаковал Графа Суворова в деревне, в которой он остановился для отдыха; но сражение продолжалось недолго, потому что Шуц скоро переменил свое намерение». «Осталось мне только привести пред вечером людей в военной порядок, оставить все невыигранное дело и тихо отступить», - писал Суворов в донесении Веймарну, признавая свою неудачу. Позже, в письме полковнику Шаховскому от 1 марта 1771 г., Суворов уже считал себя победителем: «Мы дравшись часов шесть, оставили выигранное дело, довольствуясь потом действовать на образ блокады».
Потери русских составили 19 человек убитыми, 7 ранеными и 1 пропавший без вести. Потери конфедератов около 30 человек убитыми, ранеными и пленными в том числе 3 убитых офицера. Согласно мемуарам Дюмурье потери поляков до 250 человек.
Поход Суворова и захват складов стала серьёзным ударом для поляков, поскольку потерянное оружие и снаряжение было закуплено на французские деньги Дюмурье и других польских маршлаков. В своём письме после боя от 21 февраля 1771 года Антони Шуц написал Дюмурье: «Вчера генерал Суворов ляцкоронский отряд наш разбил, город захватил, замок блокировал и склады с амуницией и оружием венгерским ему достались. А те и на Пулавских деньги закуплены, сию потерю возместить нам негде, поэтому только вам сообщаю о не малом уроне нашем».
Поход Суворова к Лянцкороне обеспечил безопасность Кракова еще на три месяца, пока конфедераты собрали новые силы и припасы, а также еще больше усилила недоверие между Дюмурье и польскими предводителями, в частности с Пулавским. С захваченной добычей Суворов выступил к Кракову, по дороге разбив еще один отряд конфедератов возле Мысленицы, где получил сведения об активизации противника возле Люблина, туда он направил свой следующий удар.